# Diploderma dymondi
Diploderma dymondi — вид ігуаноподібних ящірок родини агамових (Agamidae). Ендемік Китаю.

## Опис
Довжина ящірки Diploderma dymondi без врахування хвоста становить 8 см, а разом з хвостом — 18,5 см.

## Поширення і екологія
Diploderma dymondi мешкають в горах на півночі провінції Юньнань та на півдні провінції Сичуань. Вони живуть у вологих гірських субтропічних лісах в долинах річок, на полях, в садах та на бананових плантаціях. Зустрічаються на висоті від 2000 до 2500 м над рівнем моря. Відкладають яйця.